# 克里格中間體

兩性離子形式的克里格中間體

克里格中間體（英語：Criegee intermediate）也稱為克里格雙自由基（英語：Criegee biradical），是有兩個自由基中心的羰基氧，而且二個自由基不會互相影響。這種分子可以分解空氣中的二氧化硫及二氧化氮，有助於抵消溫室效應。但克里格中間體加上臭氧及二氧化硫是酸雨的產生途徑之一。
克里格中間體的形成最早是由鲁道夫·克里格在1949年所提出的假設。
最簡單克里格中間體(CH2OO)的紅外線吸收光譜Yuan-Pern Lee及Henryk Witek的團隊所發表。
克里格中間體和水蒸氣的活潑的化學反應一直是難以測量的議題，中央研究院原子與分子科學研究所的林志民研究室成員，台大化學系四年級的趙彣為第一作者的論文裡提出了改善的方法，因此論文被《科學》期刊接受，並被媒體報導。